# إتش جي. هادن
إتش جي. هادن (بالإنجليزية: H. G. Hadden)‏ هو مدير فني أمريكي، ولد في 30 أغسطس 1874، وتوفي في 13 أكتوبر 1945.